# Lutomiersk
Lutomiersk is een dorp in het Poolse woiwodschap Łódź, in het district Pabianicki. De plaats maakt deel uit van de gemeente Lutomiersk en telt ca. 1400 inwoners.